# Erfahrungsfeld zur Entfaltung der Sinne (Nürnberg)

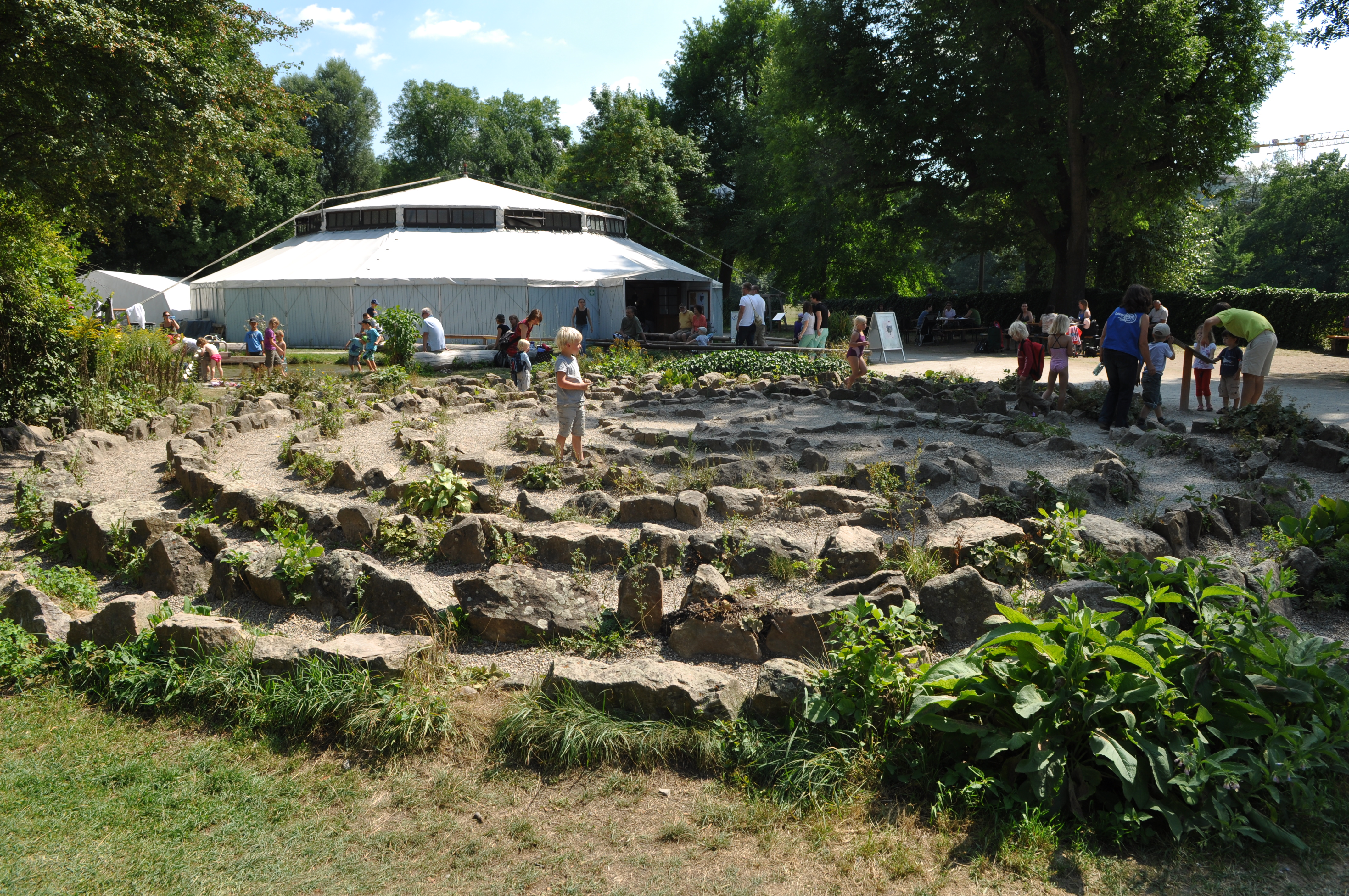
Hippodrom und Labyrinth auf dem Erfahrungsfeld Nürnberg (2008)

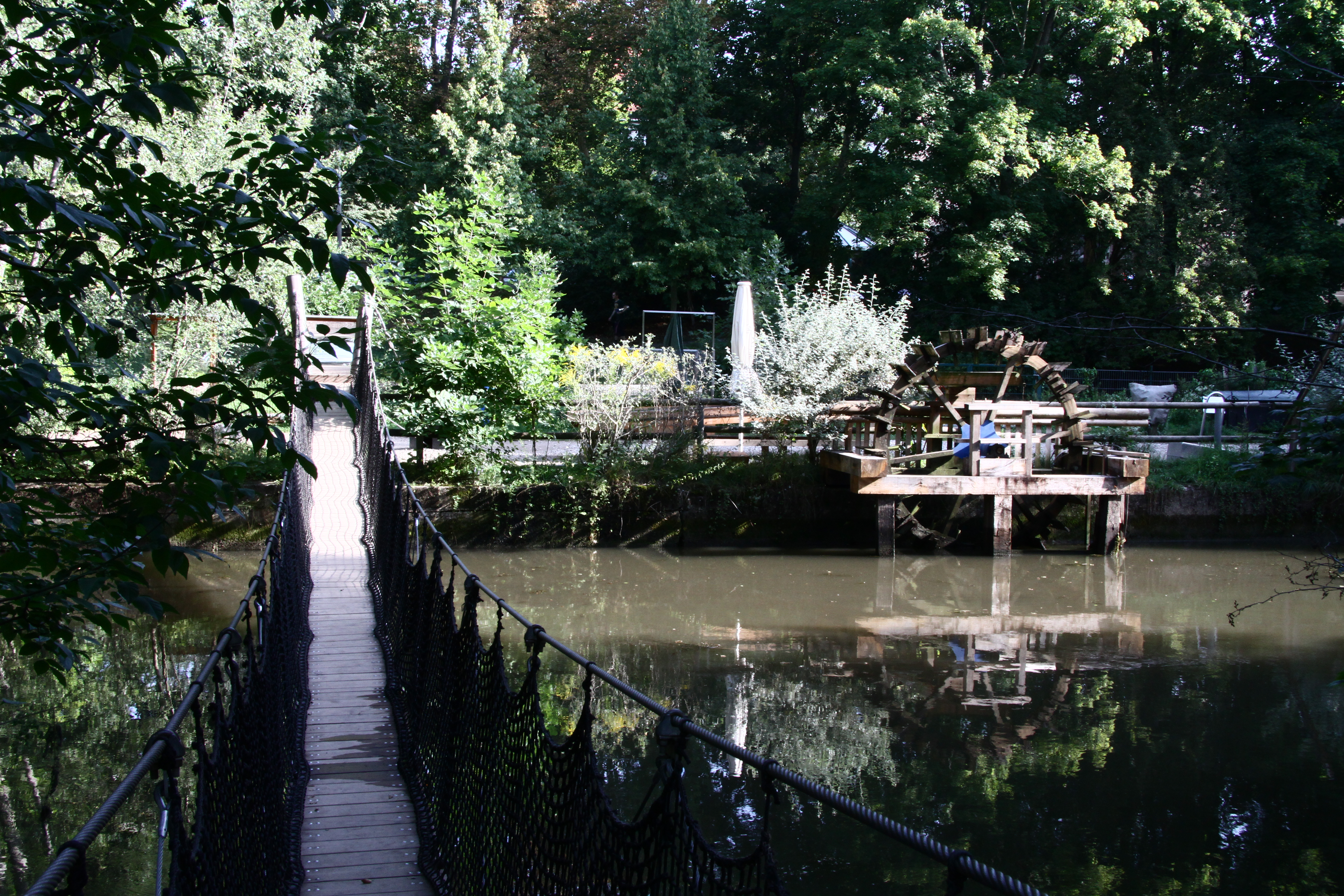
Ansicht auf das „Andere Ufer“ des Erfahrungsfeldes mit Seilbrücke über die Pegnitz (2017)

Das Erfahrungsfeld zur Entfaltung der Sinne Nürnberg ist eine erlebnispädagogische Einrichtung der Stadt Nürnberg.

## Geografie und Geschichte
Das Erfahrungsfeld zur Entfaltung der Sinne Nürnberg befindet sich etwa 800 m nordöstlich des Hauptbahnhof Nürnberg auf der Wöhrder Wiese im Pegnitztal auf einer Höhe von 297 m ü. NN.
Der Aktionsparcours zur sinnlichen Wahrnehmung fand bereits 1989 einmalig als Gastveranstaltung in Nürnberg statt, damals mit knapp 30 000 Besuchern. 1996 kehrte die Wanderausstellung nach Nürnberg zurück, mit 42.000 Besuchern und 60 Stationen größer als sieben Jahren zuvor. Die Stadt Nürnberg, die vorher als Co-Veranstalter fungierte, investierte 250.000 Mark in den Aufbau eines eigenen, festen Feldes. Seit 1996 ist das Erfahrungsfeld zur Entfaltung der Sinne eine ständige Einrichtung in Nürnberg und damit das erste Erfahrungsfeld in städtischer Trägerschaft. Träger und Veranstalter ist das Amt für Kultur und Freizeit, Abteilung kulturelle und politische Bildung der Stadt Nürnberg.
Eine Umfrage über den Nutzungsgrad von Kulturangeboten der Stadt Nürnberg aus dem Jahr 2009 ergab einen sehr hohen Beliebtheits- und Bekanntheitsgrad bei der Nürnberger Bevölkerung. 90,1 Prozent kennen demnach das Erfahrungsfeld zur Entfaltung der Sinne. Davon gaben 73,9 Prozent an, das Erfahrungsfeld bereits besucht zu haben.
2013 wurde das Erfahrungsfeld zur Entfaltung der Sinne in Nürnberg von der BAT-Stiftung für Zukunftsfragen zu einem der 50 besten Freizeitparks in Deutschland gewählt.

## Beschreibung
Das Nürnberger Erfahrungsfeld zur Entfaltung der Sinne ist eine Erlebnisausstellung, bei der alle Sinne angeregt werden. Insgesamt rund 100 unterschiedliche Objekte zum Ausprobieren, die als Erlebnis- oder Erfahrungsstationen bezeichnet werden, sollen den Besucher dazu inspirieren, selbst interaktiv zu experimentieren und so das Zusammenspiel der eigenen Sinne, erstaunliche Phänomene der Physik und die Gesetze der Natur zu erkunden. An den zahlreichen Erlebnisstationen kann experimentell die Sinneswahrnehmung geschult und das Bewusstsein für das Miteinander von Mensch und Umwelt gefördert werden.
Im Mittelpunkt stehen dabei immer die eigene Erfahrung und das eigenhändige Tun im Rahmen von Experimenten, Übungen und Spielen. Die Besucher werden dabei von Mitarbeitern betreut, die mit den Angeboten vertraut machen und die Besucher beim eigenständigen Handeln unterstützen.

## Pädagogischer Ansatz

### Weiterentwicklung der Ideen Hugo Kükelhaus
Das Nürnberger Erfahrungsfeld zur Entfaltung der Sinne basiert auf den Ideen des Pädagogen, Tischlers und Künstlers Hugo Kükelhaus (1900–1984). Kükelhaus untersuchte die Bedeutung der Sinne systematisch und gelangte zu der Überzeugung, dass die moderne technische Zivilisation sich zunehmend ihrer grundlegenden sinnlichen Erfahrungsmöglichkeiten beraubt. International bekannt wurde Kükelhaus durch sein Versuchsfeld zur Organerfahrung, dessen Spiel- und Erfahrungsgeräte er erstmals auf der Expo 67 in Montreal im Deutschen Pavillon zeigte. 1975 erfolgte die erste Präsentation des zum Erfahrungsfeld der Sinne weiterentwickelten Versuchsfeldes bei der Internationalen Handwerksausstellung Exempla in München. Das Erfahrungsfeld in Nürnberg schließt inhaltlich an Hugo Kükelhaus Ideen und Methoden an und entwickelt diese weiter.

### Ganzheitlichkeit
Im Zentrum des Nürnberger Erfahrungsfeldes steht die menschliche Erfahrung in all ihrer Komplexität, Sinnlichkeit und vielschichtigen Verarbeitung. Als Freizeit- und Erlebnispark im Sinne der Ideen von Hugo Kükelhaus hat das Erfahrungsfeld einen ganzheitlichen Ansatz. Das Prinzip des Erfahrungsfeldes setzt beim Individuum an und zielt auf das größere Ganze. Die Sinne sollen möglichst spielerisch erfahren und wiederentdeckt werden. Denn die Sinne zu schulen, damit sie nicht verkümmern, erweitert die Wahrnehmung. Scheinbar Bekanntes erscheint unter neuen Gesichtspunkten. Menschen erweitern durch neue Erfahrungen ihren Aktionskreis, treten in den Dialog, erleben ihre Umwelt mit neuer Freude und gewinnen Einsichten in ökologische Zusammenhänge. Sich selbst als Mensch in das zwischenmenschliche Beziehungsgeflecht einzuordnen, ist der erste Schritt, um achtsamer mit sich selbst, anderen Menschen und der Welt umzugehen. Eine möglichst differenzierte und geschulte Wahrnehmung ist dabei die Basis, als eigenständige Persönlichkeit bewusst durchs Leben zu gehen, sein Potenzial bestmöglich auszuschöpfen, sich weiterzuentwickeln, aktiv zu sein und sich gesellschaftlich einzubringen.

## Organisation und Aufbau

### Feste Stationen
Neben dem jeweiligen Schwerpunktprogramm und den dazu neu entwickelten Angeboten gibt es regelmäßig vertretene Stationen.
Dazu gehört beispielsweise die Backstation. Hier werden mit Steinen Getreidekörner zu Mehl gemahlen, dieses mit Wasser und Salz zu einem Teig vermengt, der über offenem Feuer zu einem kleinen Brot gebacken wird.
Im nahe gelegenen Hirsvogelbunker existiert ein Dunkelcafé. Begleitet werden die Besucher in diesem Dunkelbereich von blinden oder sehbehinderten Mitarbeitern, die in völliger Dunkelheit dabei helfen, sich zurechtzufinden und Fragen beantworten. Ein Frühstück im Dunkeln, dass mehrere Male in der Saison durchgeführt wird, zeigt zusätzlich, wie schwierig es sein kann, sich in völliger Finsternis zurechtzufinden.
Auch das Verrückte Haus, eine kleine Hütte mit enormer Schräglage, die von außen nicht zu sehen ist, zählt zu den festen Erfahrungsstationen. Seh- und Gleichgewichtssinn können hier nicht erkennen, ob alles gerade oder schief ist. Kugeln rollen aufwärts, Menschen bewegen sich in unmöglicher Schieflage und alles scheint zu versuchen, der Schwerkraft zu trotzen.
Da die meisten Stationen des Erfahrungsfeldes erst ab drei Jahren geeignet sind, gibt es seit 2015 in einigen Saisons zudem einen Spielbereich für Kleinkinder zwischen zwei und drei Jahren. Dieser „Erfahrungsfeld-SpielRaum“ ist ausgestattet mit Spielgeräten nach Emmi Pikler, Hugo Kükelhaus und mit anderen altersgerechten Spielmaterialien.

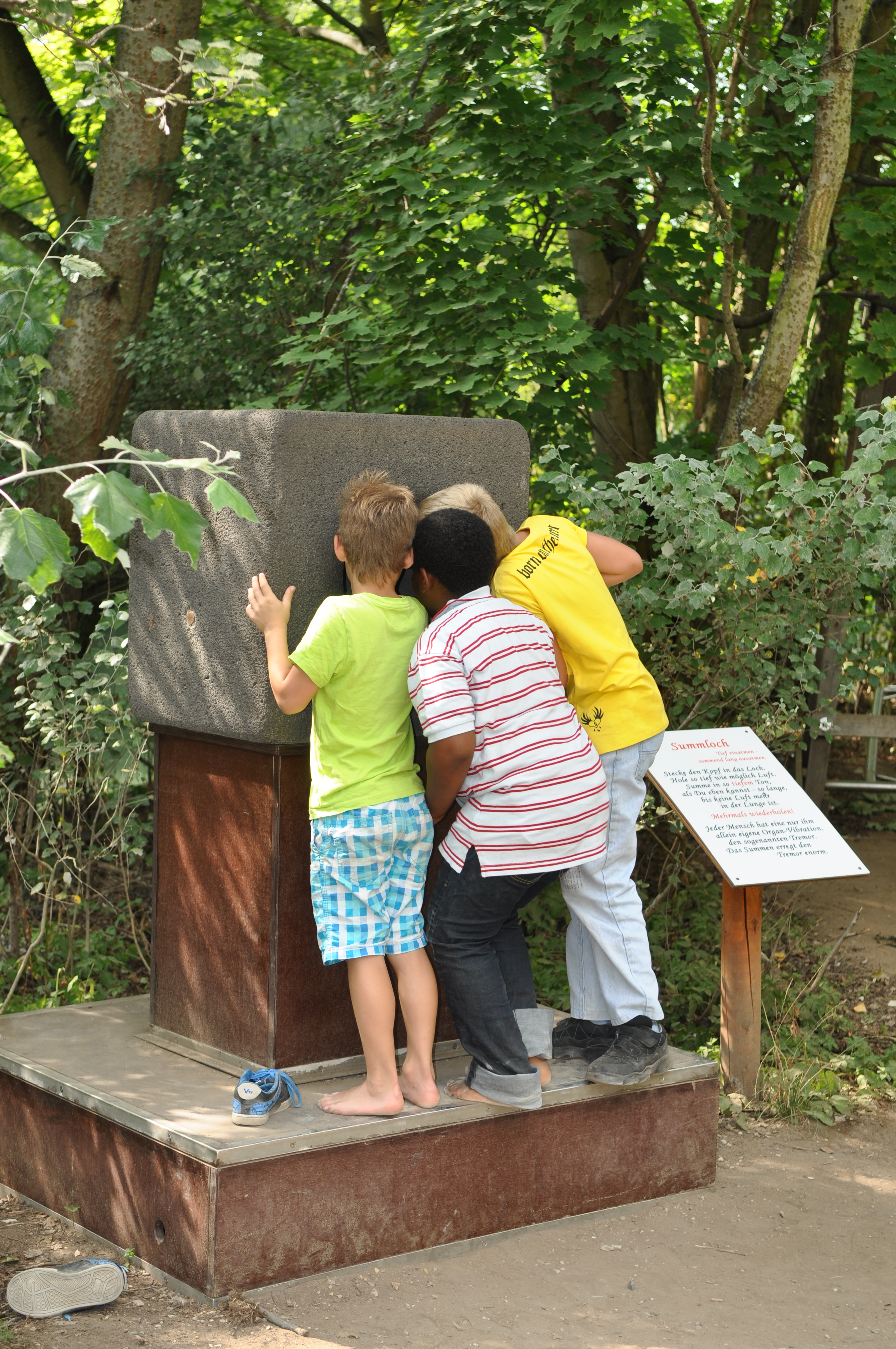
Summstein auf dem Erfahrungsfeld Nürnberg (2012)

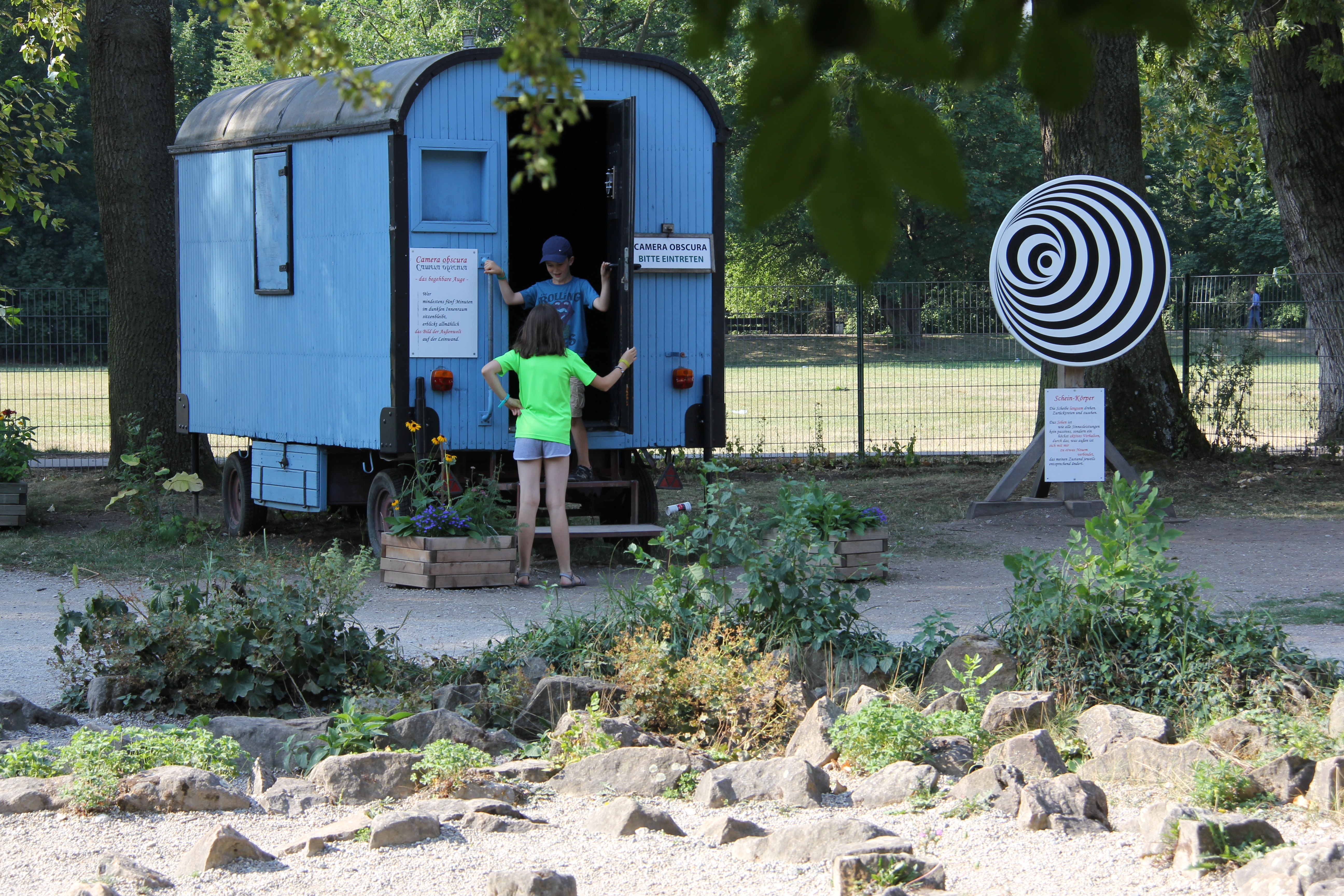
Blick auf die Camera obscura und eine Optische Scheibe auf dem Erfahrungsfeld Nürnberg (2018)

Weitere Beispiele regelmäßig vertretener Stationen:
- Barfußpfad
- Camera obscura
- Dreizeitenpendel[10]
- Duftstation
- Gierseilfähre
- Gleichgewichtswand
- Große Balancescheibe
- Impulskugeln
- Klangraum
- Labyrinth
- Menschenrechtsbaum
- Pendelstein
- Partnerschaukel
- Seilbrücke
- Summstein
- Tastkästen
- Trinkwasserbrunnen
- Wasseraktionsplatz

### Schwerpunktthemen
Das Erfahrungsfeld widmet sich mit jeder Saison einem neuen Schwerpunktthema und entwickelt dazu neue Stationen. Jahresthemen der letzten Jahre umfassten beispielsweise die vier Elemente (2001/2 und 2015/16: Wasser, 2003/4: Luft, 2005/6: Feuer, 2007/8: Erde), beschäftigte sich mit der Dunkelerfahrung (1998), der Welt der Farben (2013), mit Bewegung (2009/10), dem Handwerk (2011), dem Spiel der Gegensätze (2017), dem Miteinander (2018) und dem Zusammenspiel (2019).

### Rahmenprogramm
In seinem Rahmenprogramm bietet das Nürnberger Erfahrungsfeld in der Saison zahlreiche Sonderveranstaltungen an. Kreativangebote, Theatervorführungen (wie Hand- und Fußtheater), Fachvorträge wie die Imkergespräche, Vorführungen (z. B. Wie arbeiten Blindenführhunde?) und Führungen zu verschiedenen Themen sind ebenso Teil des Veranstaltungskalenders wie Aktionstage (z. B. die Tage des Handwerks) und Feste (z. B. das Bienenfest).

### Werkstätten

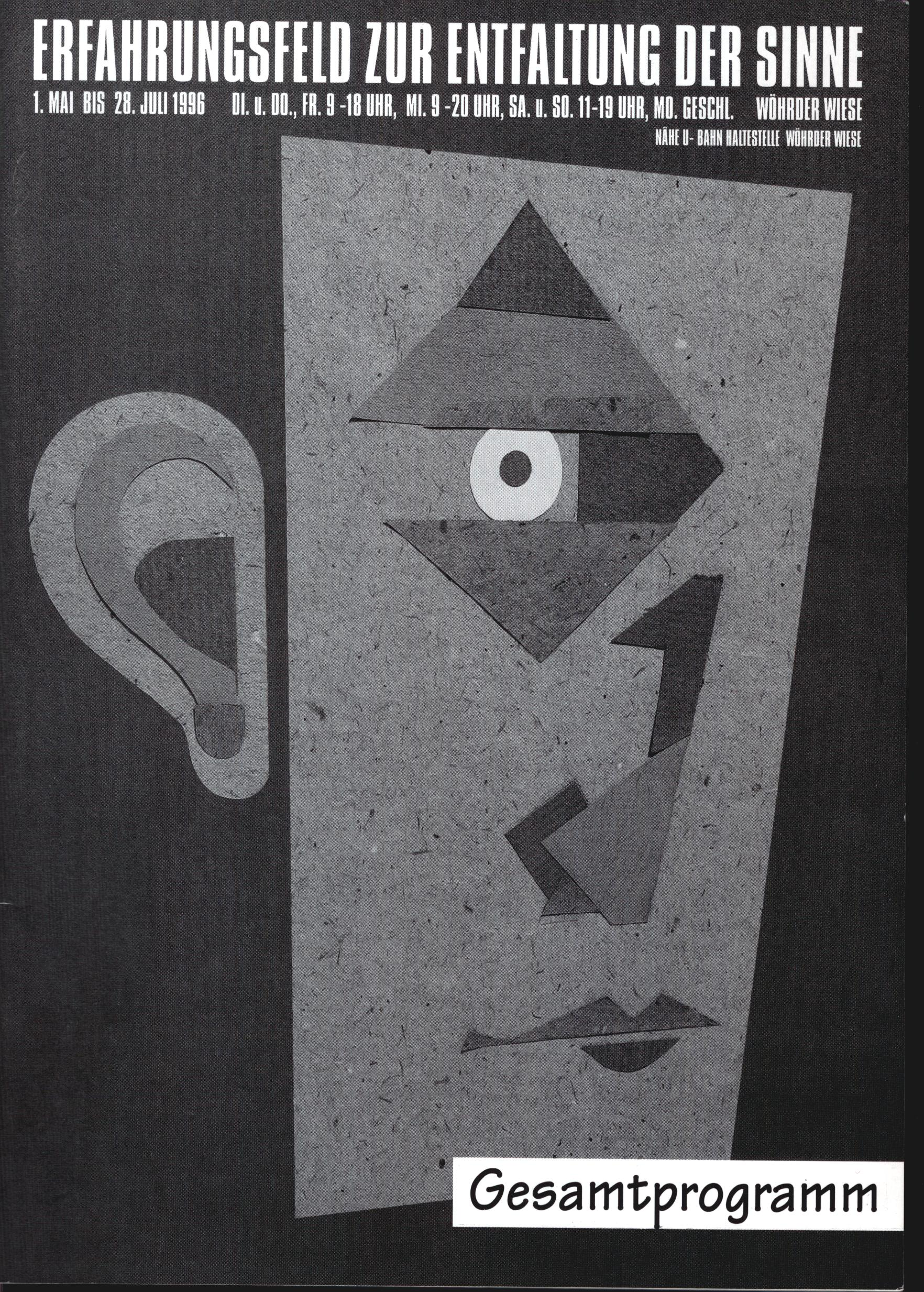
Das Titelblatt der ersten Programmzeitung des Erfahrungsfelds Nürnberg (1996)

Zum erlebnispädagogischen Programm des Erfahrungsfeldes Nürnberg gehört die Organisation von verschiedenen Werkstätten. Diese erlauben es Besuchern, ihre handwerklichen Fähigkeiten auszutesten und zu erfahren, wie es sich anfühlt, etwas mit den eigenen Händen zu erschaffen. Die Kreativangebote ermöglichen einen spielerischen, ungezwungenen Zugang zum handwerklichen Arbeiten, in zeitlich begrenzten Werkstätten wie Modellraketenbau, Filzschmuck, Linoldruck, Bildhauerei, Gestalten mit Glas, u. v. m.
Das Nürnberger Erfahrungsfeld arbeitet dabei mit der Handwerkskammer für Mittelfranken zusammen, welche die Anleitung von Werkstätten übernimmt und in Workshops Einblicke in handwerkliche Berufszweige gibt, z. B. beim Mauern, dem Gestalten von Fliesen-Mosaiken, der Schmuckherstellung, dem Schreinern oder bei Metallarbeiten.

### Erfahrungsfeld-Zeitung
Seit 1997 gibt das Amt für Kultur und Freizeit der Stadt Nürnberg (bis 2018 in Zusammenarbeit mit der Tageszeitung Nürnberger Nachrichten) zu Beginn jeder Erfahrungsfeld-Saison eine eigene Programmzeitung heraus. Darin finden sich redaktionelle Inhalte zum Schwerpunktthema, die Vorstellung der neuen Angebote, das Veranstaltungsprogramm, allgemeine Informationen, ein Lageplan und ein Gewinnspiel.
Die Zeitung wird kostenlos verteilt und ist erhältlich im Eingangsbereich des Erfahrungsfeldes, den Auslagestellen der Stadt Nürnberg sowie der Nürnberger Nachrichten und online auf der Erfahrungsfeld-Homepage als PDF.

### Besucherstrukturen
Von witterungsbedingten Schwankungen abgesehen, hat das Erfahrungsfeld seine Besucherzahl von Jahr zu Jahr steigern können. 64,5 % (ca. 58.500 von um die 90.000) der Besucher waren laut Geschäftsstatistik des Amtes für Kultur und Freizeit Mitglieder einer Besuchergruppe. Kindergärten und Grundschulen stellten anteilig die meisten Gruppen. Auch Freizeiteinrichtungen, Berufsfachschulen und Einrichtungen für Behinderte waren unter den Gruppen häufig vertreten.

## DasMobile Erfahrungsfeld
Neben dem stationären Erlebnisgelände auf der Wöhrder Wiese gibt es eine mobile Version des Erfahrungsfeldes. Sie besteht aus bis zu 30 Erfahrungsstationen zu Phänomenen des Hörens, Sehens und Riechens, der Schwingung, des Gleichgewichts, des Rhythmus‘, des Raum- und Bewegungssinns und der Vorstellungskraft. Das Mobile Erfahrungsfeld bietet pädagogisch betreute Angebote für verschiedene Altersgruppen, Vorträge und Fortbildungen sowie Programme für Kindergärten, Schulen, Kultur- und Freizeiteinrichtungen, Firmen, Messen und Senioreneinrichtungen. Mit der mobilen Version des Erfahrungsfeldes ist es möglich, außergewöhnliche Sinneserfahrungen zu Menschen zu bringen, die in ihrer Mobilität eingeschränkt sind.

## Die Erfahrungsfeld-Akademie
Zum Erfahrungsfeld gehört auch die so genannte Erfahrungsfeld-Akademie. Diese bietet Seminare, Workshops und Führungen zu verschiedenen Themenbereichen (wie beispielsweise Teamführung, Diversity, qualitative Arbeit) an. Zudem entwickelt die Akademie individuelle Fortbildungsveranstaltungen, die entweder auf dem Erfahrungsfeld Nürnberg oder als In-House-Schulung buchbar sind. Dabei lassen sich die gemachten Erfahrungen auf verschiedene Themenfelder wie Führungsqualitäten, Teamdynamik oder pädagogische Herangehensweisen übertragen.

## Förderverein
Der Förderverein Erfahrungsfeld Nürnberg e.V. wurde am 27. April 2004 gegründet und verfolgt das Ziel, die Zukunft des Erfahrungsfeldes in Nürnberg zu sichern. Diese Zielsetzung des gemeinnützigen Vereins soll insbesondere erreicht werden durch die Entwicklung und den Erwerb neuer Erfahrungsstationen, des Weiteren durch Öffentlichkeitsarbeit, Anregung, Förderung und Durchführung von Maßnahmen zur Wahrnehmungsförderung sowie durch die Kooperationen mit Personen des öffentlichen Lebens und mit Personen, Verbänden und Unternehmen, die ihrerseits Ziele einer Pädagogik der Wahrnehmung verfolgen.